# أزهار عبد المجيد السامرائي
الدكتورة أزهار عبد المجيد حسين السامرائي وهي عالمة عراقية مختصة بعلوم الأحياء. كان موضوع بحثها لدراسة الماجستير هو «دراسة تصنيفية لبعض أنواع خنافس الجثث الجافة عائلة خنفسيات ممثلة رتبة خنافس غمدية الأجنحة في بعض محافظات العراق».
شغلت منصب عضوة في الجمعية الوطنية الانتقالية المؤقتة عامي 2004 و2005. وشغلت منصب عضو في اللجنة التربوية في هذه الجمعية.
كما شغلت منصب عضوة في مجلس النواب العراقي للدورة الانتخابية 2005-2010 عن جبهة التوافق العراقية عن محافظة بغداد، وشغلت منصب عضو في لجنة المرحلين والمهجرين والمغتربين، وكانت مقررة اللجنة.

## روابط خارجية
- لقاء مع الدكتورة أزهار عبد المجيد السامرائي على قناة الآن على يوتيوب